# Seversk

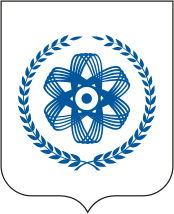
Stadens vapen.

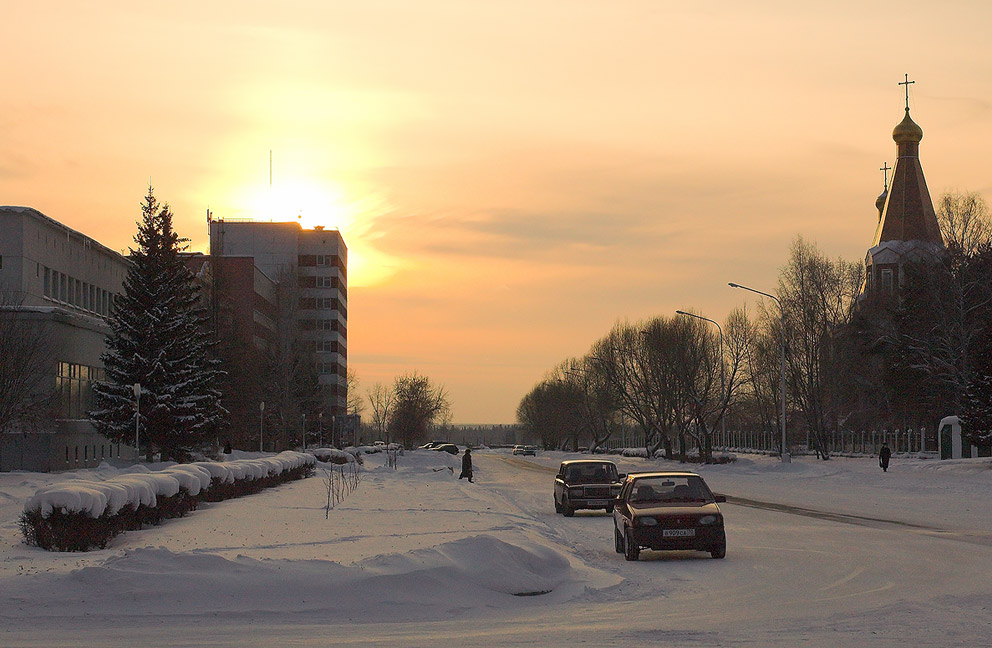
Gata i Seversk.

Seversk (ryska Се́верск) är en stängd stad och är den näst största staden i Tomsk oblast i Ryssland. 1954 till 1992 kallades staden Tomsk-7. Folkmängden uppgår till strax över 100 000 invånare.
Atomkraftsindustrier grundades i Seversk 1954.  Efter avtal 2003 mellan USA och Ryssland har de två plutoniumreaktorerna i Seversk stängts. Under sovjettiden var Seversk en hemlig stad och invånarnas rörelsefrihet ut och in ur staden var begränsad. Vissa restriktioner lyftes 1987. Staden är dock fortfarande stängd för utomstående utan särskilt tillstånd och staden omges av sex kontrollstationer.
År 1993 inträffade en allvarlig olycka i Seversk då en explosion ledde till ett utsläpp av radioaktiv gas.

## Administrativt område
Seversk administrerar även områden utanför själva centralorten.
| Ort/område      | Invånarantal 9 oktober 2002 | Invånarantal 14 oktober 2010 | Invånarantal 1 januari 2015 |
| --------------- | --------------------------- | ---------------------------- | --------------------------- |
| Seversk         | 109 106                     | 108 590                      | 108 436                     |
| Landsbygd       | Se nedan                    | Se nedan                     | 6 506                       |
| Samus           | 5 690                       | 5 797                        | Ingen uppgift               |
| Övrig landsbygd | 823                         | 944                          | Ingen uppgift               |
| TOTALT          | 115 619                     | 115 331                      | 114 942                     |